# Tomasz Kot
Tomasz Kot, född 21 april 1977 i Legnica, är en polsk skådespelare.
Kot har bland annat medverkat i filmerna Cold War och Herr Klex akademi.

## Filmografi (i urval)
- 2018 – Cold War
- 2023 – Herr Klex akademi